# Дупката (защитена местност)
Вижте пояснителната страница за други значения на Дупката.
Дупката е защитена местност, разположена в землището на Ивайловград. Обхваща варовит хълм, северозападно от града. Заема площ от 6,5 ха върху склонове от Източните Родопи с надморска височина от около 300 метра. Обявена е през 1992 г. по предложение на Българското ботаническо дружество. Създадена е с цел опазване на находище на редки и защитени диворастящи орхидеи и пещерата „Дупката“.

## Описание
Защитената местност е в непосредствена близост до Ивайловград. Достъпна е пеш и с превозно средство. Намира се над града и от нея се открива гледка към Одрин и селищата в долината. Името ѝ е дадено от едноименна пропастна пещера. Същата не е обособена за посещение от хора. На неголяма територия се среща мозайка от сухолюбива растителност на варовит терен.

## Пещерата „Дупката“
Входът към пещерата е разположен в непосредствена близост до алеята, пресичаща парка. Ограден е за недопускане на влизането на лица в нея. Пещерата е суха, едноетажна и неразклонена. Образувана е във варовикова скала и е диаклазна. Дълбочината ѝ е около 8 метра и е с дължина около 32 метра. За първи път е картирана от Борис Колев и членове на хасковското спелеоложко дружество „Аида“ на 3 септември 1971 г. Фауната е проучена за първи път от Боян Петров и Стоян Бешков през април 1992 г. Установено е, че е обитавана от 4 вида прилепи сред които голям, малък и южен подковонос и пещерен дългокрил. В миналото вероятно те са формирали голяма колония, но днес поради честото безпокойство и близостта на алеята до входа на пещерата се обитава само от единични екземпляри. Вътрешността ѝ е силно замърсена от битови и промишлени отпадъци, както и остатъци от огньове. Поради близостта до града и лесния достъп, тя е често посещавана от местни хора. Необходимо е почистване от отпадъците и ограничаване на достъпа на хора в нея..

## Флора
Флората е богата и включва над 350 вида. Територията на защитената местност е неголяма, но характерна с голямо разнообразие от растителност, израснала върху варовикова основа. Представена е от издънкова смесена широколистна гора на келяв габър, мъждрян, космат дъб, храсталаци на същите видове и червена хвойна (на латински: Juniperus oxycedrus), драка, кукуч (на латински: Pistacia terebinthus), жасмин, малки полянки със садина (на латински: Chrysopogon gryllus), валезийска власатка (на латински: Festuca valesiaca), влакновидно коило (на латински: Stipa capillata), красиво коило (на латински: Stipa pulcherrima), безлизма (на латински: Dichantium ischaemum) и богато разнотревие, включващо средиземноморски видове, ароматни треви и полухрасти. Част от територията е залесена с черен бор.
Видовете от Червената книга на България, които растат тук са над 10. Това са тракийско диво жито (на латински: Aegilops spaltoides), едноцветна конска подкова (на латински: Hippocrepis unisiliquosa), жълта урока (на латински: Bupleurum flavum), балдензова урока (на латински: Bupleurum baldense), южно чапличе (на латински: Scandix australis), нежен микропирум (на латински: Micropirum tenelum), бодлив паленис (на латински: Pallenis spinosa), жлезист гръмотрън (на латински: Ononis adenotricha) и орхидеите недоразвит лимодорум, пеперудоцветен салеп. Тук се срещат още 13 вида орхидеи, сред които защитени са двурогата и паяковидната пчелици, пърчовката (на латински: Himantoglossum carpinum) и пирамидалният анакамптис (на латински: Anacamptis pyramidalis).
Голям е броят на балканските ендемити: дегенова експарзета (на латински: Onobrychis degenii), атинска мащерка (на латински: Thymus atticus), критски ранилист (на латински: Stachys cretica ssp. bulgarica), белоезичест ранилист (на латински: Stachys leucoglossa), тракийски лен (на латински: Linum thracicum), струмски жълт равнец (на латински: Achillea clypeolata).

## Фауна
В едноименната пещера е установено, че е обитавана от 4 вида прилепи, които в миналото вероятно са формирали голяма колония, но сега поради честото безпокойство от хора, пещерата се обитава само от единични екземпляри. В защитената местност се срещат големият гребенест тритон, кримски гущер, зелен гущер, пъстър смок, голям стрелец. От птиците се срещат голямо белогушо коприварче, авлига, малък маслинов присмехулник.